# Avezac-Prat-Lahitte
Avezac-Prat-Lahitte település Franciaországban, Hautes-Pyrénées megyében. Lakosainak száma 582 fő (2022. január 1.). Avezac-Prat-Lahitte Capvern, La Barthe-de-Neste, Esparros, Espèche, Izaux, Labastide, Lannemezan, Lomné, Sarlabous és Tilhouse községekkel határos.

## Népesség
A település népességének változása:
| Lakosok száma | 564  | 592  | 613  | 602  | 606  | 610  | 601  | 591  | 582  |
|               | 2013 | 2015 | 2016 | 2017 | 2018 | 2019 | 2020 | 2021 | 2022 |